# Nørresundby Boldklub
Nørresundby Boldklub er en dansk fodboldklub fra Aalborg-forstaden Nørresundby. Klubben blev stiftet den 6. juni 1946 og har hjemmebane på Baneanlæget Lerumbakken i Nørresundby. Boldklubben befinder sig for tiden i DBU Jyllands Serie 2.

## Oprindelse
Nørresundby Boldklub, eller NB, som klubben kaldes i lokalområdet, blev dannet den 6. juni 1946 ved en sammenlægning af de to naboklubber Thor og Velo. Som et led i aftalen om sammenlægningen igangsatte den daværende Nørresundby Kommune planerne om byggeri af et nyt klubhus på det eksisterende stadion, og allerede i 1948 kunne det første grundmurede klubhus i Aalborg-området tages i brug. Huset, som indtil 1981 tjente som samlingssted for NB, lå stadig på Nørresundby Stadion indtil anlægget blev nedlagt i 2009.
Alle Nørresundby´s kampe bliver nu spillet på det nye Stadion, som ligger ved træningsanlæget på Lerumbakken.

## Historie
Allerede året efter stiftelsen rykkede NB op i Mesterrækken, hvor det blev til mange intense kampe mod Hjørring, Frederikshavn, Viborg og Holstebro m.fl. I 1958 blev holdet degraderet til Serie 1. Her holdt NB skansen indtil 1962, hvor førsteholdet måtte rykke ned i Serie 2 – den laveste placering i foreningens historie.

### Sportslig fremgang
Tilbagevenden til Serie 1 kom dog allerede efter kun en sæson, og hermed var der sat en milepæl for en længerevarende sportslig fremgang. Et par år senere rykkede holdet op i Jyllandsserien, men måtte forlade den igen efter en enkelt sæson. Et meget talentfuldt kuld ynglinge med bl.a. Henning Jensen og Poul Erik Andreasen kom herefter ind i billedet, og allerede i deres andet år sikrede de igen oprykning til Jyllandsserien samt det jyske mesterskab i Serie 1. I 1969 blev NB et af de første hold, som udnyttede DBU’s nye reklamebestemmelser ved at bære reklamer på opvarmningsdragterne. Det lokale grovvareselskab Peder P. Hedegaard indgik en tre års kontrakt og ydede 250,00 kr. pr. kamp til 12 markspillere samt 6 bolddrenge. Samme år henvendte en flok interesserede piger sig for at få lov at spille fodbold indenfor klubbens rammer, og dermed blev NB formentlig den første klub i byområdet med pigefodbold på programmet. I 1970 spillede NB uafgjort mod Skive i årets sidste kamp og mistede derved oprykning til Danmarksserien. Men året efter vandt holdet den afgørende kamp på Taars Stadion med 3-1, og var hermed for første gang i Danmarksserien. I sommerpausen 1972 skrev Henning Jensen kontrakt med Borussia Mönchengladbach, og var dermed tabt såvel for NB som for landsholdet. Det var medvirkende til, at holdet igen måtte forlade Danmarksserien efter en enkelt sæson.

### Divisionsklub for første gang
Herefter fulgte nogle rolige år, og for at sætte skub i tingene besluttede bestyrelsen at fuldtidsansætte en professionel træner. Valget faldt på skotten Don Mackay, som tiltrådte i 1978 og allerede samme år sikrede oprykning til 3. division. Dermed var NB for første gang divisionsklub. Men det skulle vise sig at være svært at begå sig i den nye række. I de to første sæsoner undgik klubben med nød og næppe nedrykning i sidste spillerunde.

### Det førende hold i byen
I 1982 blev trænerposten besat af Kjeld Seneca, og det faldt i hans lod at stå for holdet i den første betydende kamp, som NB spillede mod AaB, der var rykket ned i 3. division. Kampen mod ”storebroderen” tiltrak fra første færd mange tilskuere. Det første år vandt NB hjemme foran ca. 4.000 tilskuere med 2-0 og om efteråret blev det til en udesejr på 3-1. Her var der 7.800 tilskuere. Året efter endte begge kampe uafgjort. Først 0-0 på Nørresundby Stadion i overværelse af 5.117 tilskuere (fortsat stadionrekord) og dernæst 2-2 på Aalborg Stadion, hvor 9.300 tilskuere mødte op. Men året efter havde AaB fået ny luft, og 2. pinsedag skulle de to hold mødes på Aalborg stadion. På dagen var AaB nr. 1 og NB nr. 3, så der var lagt op til et fodboldbrag. Placeringen samt den store presseomtale bevirkede, at 17.300 mennesker mødte op til en 3. divisionskamp, som AaB fuldt fortjent vandt med 4-1. I efteråret vandt AaB så med 4-2, og således står det uafgjort i de to klubbers interne kampe, alle i 3. division.

### Betalt fodbold i NB
For at skabe bedre betingelser samt begrænse den økonomiske risiko blev der i 1987 oprettet en særlig afdeling med egen bestyrelse for divisionsholdet, benævnt NB1. En beslutning med perspektiver, men også forbundet med en vis risiko. I 1991 gik klubben således i knæ med en gæld på 700.000 kr. grundet sportslige investeringer. Igen i år 2000 var der samlet en gæld på et lignende beløb – denne gang af andre årsager, men begge gældsposter blev afviklet fuldt ud krone for krone.

### Oprykning til landets næstbedste række
I 1988 besatte NB andenpladsen i 3. division vest, hvilket gav to oprykningskampe mod toeren fra øst kredsen, som var Holbæk. NB vandt først hjemme med 4-1, og i Holbæk blev det til en sejr på 2-1, og dermed havde cheftræner Poul Erik Andreasen for første gang ført NB i landets næstbedste række. Klubbens første år i 2. division blev svært, men med en kraftanstrengelse lykkedes det at bevare positionen. I løbet af 1990 blev Danmarksturneringen reduceret fra 56 til 40 hold, og NB var nu i 2. division Vest. Her havde Ove Christensen overtaget cheftrænerposten, og med en flot tilgang af spillere blev det 1-1 i forårets sidste kamp ude mod Nørre Aaby, og dermed oprykning. I efterårsturneringen blev pladsen i landets næstbedste række bevaret, og NB kom i Kvalifikationsligaen. Hermed opnåede klubben sin hidtil højeste placering, idet NB var blandt landets 16 bedst placerede klubber. Men blot to sejre og et enkelt uafgjort resultat betød, at NB måtte en række ned, og herefter faldt niveauet. I foråret 1993 blev det til flere nederlag end sejre, og fra efteråret 1993 var NB igen i 2. division.

### 50 års jubilæum – og en svær tid
Et af ønskerne ved klubbens 50-års jubilæum i 1996 var en oprykning. Desværre blev det til det modsatte. I efterårets allersidste kamp i Skive blev det til et nederlag på 4-1, og for første gang siden oprykningen i 1978 var NB ikke længere divisionsklub. Men allerede i 1999 vendte holdet tilbage til 2. division. Nu var det blevet væsentligt sværere at styrke holdet, så efter 3 år endte tiden som divisionsklub – indtil videre – i foråret 2002. I 2019 spiller NB i Danmarksserien, men kursen er sat mod ny fremgang med håbet om oprykning, når klubben økonomisk og organisatorisk er gearet til det.

## Profiler
Nørresundby Boldklub har gennem tiden haft tre spillere, som har fået kampe på det danske landshold:
Det mest kendte er Henning Jensen, der begyndte sin fodboldkarriere i NB i 1957. Han fik i 1972 – uden at have spillet en eneste divisionskamp – debut på det danske A-landshold mod England. Efter at have været med til at sikre Danmarks deltagelse i de Olympiske Lege i München, skrev han kontrakt med Mönchengladbach, hvor han i løbet af 4 år var med til at vinde to tyske mesterskaber. I 1976 skrev han kontrakt med Real Madrid, og indenfor en 3-årig periode var han med til at sikre det spanske mesterskab.

Endelig sluttede Henning Jensen af på dansk grund ved at spille to år for AGF, men i den allersidste kamp måtte han se guldet gå til OB. Ellers ville det have været ”verdensrekord” at blive national mester i 4 forskellige lande.
Verner Nielsen var den første spiller, som satte NB på danmarkskortet, men først efter at han i 1954 af arbejdsmæssige årsager var flyttet til København og blevet divisionsspiller i AB. Allerede i 1955 debuterede han på landsholdet mod Norge og scorede det norske mål i en kamp, som sluttede 1-1. Men til trods herfor opnåede han 26 A-landskampe i træk, og kun en færdselsulykke forhindrede ham i at nå flere.
Per Nielsen er den første, som har repræsenteret NB i landskampsammenhæng, idet han debuterede på ynglingelandsholdet i 1970. Per var et stort talent og rykkede direkte fra juniorafdelingen op som senior i NB og fik flere kampe på udvalgte JBU-hold. Han flyttede i en ung alder til Viborg, hvor han blev en etableret divisionsspiller i Viborg FF og senere i AGF.